# Cavigal Nice handball
Maillots
Actualités
Dernière mise à jour : 13 septembre 2021.
Ne doit pas être confondu avec le club féminin de l'OGC Nice Côte d'Azur Handball.
Le Cavigal Nice Handball est un club français de handball évoluant à Nice. Il constitue une des sections professionnelles du club omnisports du Cavigal Nice Sports.
En 2017, l'équipe première entraînée par Eduard Fernández Roura termine à la deuxième place de Nationale 1 (3e division) et accède à la Proligue pour la première fois depuis la liquidation du club en 1999 alors que le club évoluait dans l'élite.

## Historique
Le Cavigal Nice est un club omnisports, il est né en 1943. Il s’agit de l’association de trois clubs niçois : l’AS CAsino, la VIctorine et le GALlia Club. En 1955, le Cavigal Nice fusionne avec Nice Sports pour ensuite prendre le nom de Cavigal Nice Sports. 10 ans après, est créée la section handball du Cavigal Nice Sports par Jean-Claude Berretoni.
L’équipe première évolue au niveau régional jusqu’en 1970. Lors de la saison 1970-1971, elle participe pour la 1ère fois au championnat de France de Nationale 3.
En 1982, le Cavigal Nice Sports handball accède à la Nationale 2 qui était à l’époque la deuxième division Nationale. En 1997, le club est champion de D2 et accède à l'élite. Si le club parvient à se maintenir au terme de sa première saison en terminant douzième (dernier non relégué), il est placé en liquidation en décembre 1998 et ne termine donc pas la saison 98/99
Le club est alors relégué en Nationale 1 (D3) et repart sous la houlette d'un nouveau président, Jean-Marc Barachet. Son fils, Xavier Barachet, futur champion du monde, est formé d'ailleurs formé au club jusqu'en 2006. 
En 2014, il y a de nouveau un changement de président : Tanguy Mouchot. Après 17 années passées en Nationale 1 (devenue la troisième division nationale), le club retrouve enfin en deuxième division (Proligue), lors de la saison 2017-2018.
Septembre 2021 marque les nouvelles ambitions du club qui recrute Didier Dinart comme manager général, fait revenir Eduard Fernández Roura (d'ailleurs ancien coéquipier du Dinart à Ciudad Real) comme entraîneur et prévoit de changer de statut et de budget en passant en SAS.
Si sportivement, la saison 2021-2022 puisque le club termine quatrième de la saison régulière, des difficultés financières se font jour : Didier Dinart quitte son poste de manager général en mars puis le club doit faire face à de nombreux départs dont celui de son entraîneur Edu Roura et enfin la CNACG de la Ligue nationale de handball a décidé de ne pas autoriser le club à disputer la saison 2022-2023 en Proligue, ne justifiant pas du minimum de 1 100 000 € de ressources exigées.

## Bilan par saisons
| Saison    | Division       | Rang            | C. de France       | C. de la Ligue     |
| --------- | -------------- | --------------- | ------------------ | ------------------ |
| 1992-1993 | Nat. II (3)    | 3e              | -                  | -                  |
| 1993-1994 | Nat. 1 Féd (2) | 2e (non promu)  | ?                  | -                  |
| 1994-1995 | Nat. 1 Féd (2) | 11e             | 1/8                | -                  |
| 1995-1996 | Div. 2 (2)     | 6e              | 1/8                | -                  |
| 1996-1997 | Div. 2 (2)     | Champion        | ?                  | -                  |
| 1997-1998 | Div. 1 (1)     | 12e             | 1/16               | -                  |
| 1998-1999 | Div. 1 (1)     | Liquidation     | --                 | -                  |
| 1999-2000 | Nat. 1 (3)     | 12e de poule    | ...                | -                  |
| 2000-2001 | Nat. 1 (3)     | 13e de poule    | ...                | -                  |
| 2001-2002 | Nat. 1 (3)     | 7e de poule     | ...                | -                  |
| 2002-2003 | Nat. 1 (3)     | 3e de poule     | ...                | -                  |
| 2003-2004 | Nat. 1 (3)     | 14e de poule    | Pas de compétition | -                  |
| 2004-2005 | Nat. 2 (4)     | ...             | ...                | -                  |
| 2005-2006 | Nat. 1 (3)     | 11e de poule    | ...                | -                  |
| 2006-2007 | Nat. 1 (3)     | 10e de poule    | ...                | -                  |
| 2007-2008 | Nat. 1 (3)     | 11e de poule    | ...                | -                  |
| 2008-2009 | Nat. 1 (3)     | 4e de poule     | ...                | -                  |
| 2009-2010 | Nat. 1 (3)     | 3e de poule     | ...                | -                  |
| 2010-2011 | Nat. 1 (3)     | 5e de poule     | ...                | -                  |
| 2011-2012 | Nat. 1 (3)     | 5e de poule     | ...                | -                  |
| 2012-2013 | Nat. 1 (3)     | 4e de poule     | ...                | -                  |
| 2013-2014 | Nat. 1 (3)     | 2e de poule     | 16e de finale      | -                  |
| 2014-2015 | Nat. 1 (3)     | 2e de poule     | ...                | -                  |
| 2015-2016 | Nat. 1 (3)     | 1er de poule    | 16e de finale      | -                  |
| 2016-2017 | Nat. 1 (3)     | 2e en play-offs | 16e de finale      | -                  |
| 2017-2018 | Proligue (2)   | 11e             | 16e de finale      | 8e de finale       |
| 2018-2019 | Proligue (2)   | 10e             | 16e de finale      | 16e de finale      |
| 2019-2020 | Proligue (2)   | 9e              | 32e de finale      | 1er tour           |
| 2020-2021 | Proligue (2)   | 7e              | non qualifié       | Pas de compétition |
| 2021-2022 | Proligue (2)   | 4-5e            | 3e tour            | -                  |
| 2022-2023 | Nat. 1 (3)     | à venir         | à venir            | -                  |

## Effectif actuel 2019-2020
| N° | Poste | Nom               | Date de naissance   | Taille | Arrivée | Club précédent          | Sélection |
| -- | ----- | ----------------- | ------------------- | ------ | ------- | ----------------------- | --------- |
| 16 | GB    | Darius Makaria    | 02/02/1993 (26 ans) | 1,93 m | 2018    | CB Benidorm             | Roumanie  |
| 70 | GB    | Clément Gaudin    | 13/03/1997 (22 ans) | 1,97 m | 2018    | Paris SG II             | -         |
| 6  | ALG   | Jordi Deumal      | 14/01/1994 (25 ans) | 1,84 m | 2018    | HBC Nantes II           | -         |
| 18 | ALG   | Paolo Bardi       | 18/08/1999 (20 ans) | 1,83 m | 2019    | Saint-Raphäel VH II     | -         |
| 11 | ALD   | Jurgen Rooba      | 18/12/1989 (29 ans) | 1,76 m | 2019    | IFK Karlskrona          | Estonie   |
| 19 | ALD   | Baptiste Gaillard | 10/05/1999 (20 ans) | 1,76 m | 2019    | USAM Nîmes II           | -         |
| 5  | DC    | Mourad Messaoudi  | 05/12/2000 (19 ans) | 1,83 m | 2018    | Saint-Raphäel VH II     | Maroc     |
| 7  | DC    | Manuel Crivelli   | 18/10/1993 (26 ans) | 1,78 m | 2018    | Club Ferro Carril Oeste | Argentine |
| 31 | DC    | Dylan Lopez       | 31/03/1998 (21 ans) | 1,82 m | 2019    | Formé au club           | -         |
| 2  | ARG   | Mathieu Diaz      | 26/09/2000 (19 ans) | 1,87 m | 2019    | Formé au club           | -         |
| 17 | ARG   | Joan Amigo        | 17/07/1993 (26 ans) | 1,90 m | 2018    | FC Barcelone            | -         |
| 23 | ARG   | Camille Nguema    | 08/07/1998 (21 ans) | 1,95 m | 2019    | Formé au club           | -         |
| 41 | ARG   | Davide Bulzamini  | 03/02/1995 (24 ans) | 1,93 m | 2019    | Saint-Marcel Vernon     | Italie    |
| 66 | ARD   | Alexis Bon        | 21/07/1992 (27 ans) | 1,96 m | 2019    | Billère HB              | -         |
| 4  | PVT   | Léo Fauvet        | 04/10/1999 (20 ans) | 1,91 m | 2019    | HBC Nantes II           | -         |
| 12 | PVT   | Axel Oppedisano   | 19/12/1996 (22 ans) | 1,78 m | 2019    | Formé au club           | -         |
| 95 | PVT   | Sébastien Rossi   | 02/02/1995 (24 ans) | 2,01 m | 2019    | Caen HB                 | -         |

## Personnes emblématiques
- Xavier Barachet : formé au club de 1999 à 2006
- Philippe Debureau : joueur de 1993 à 1994
- Slaviša Đukanović : joueur de 2002 à 2004
- Mohamadi Loutoufi : joueur de 201? à 201?
- Eduard Fernández Roura : joueur de décembre 2013 à 2015, entraîneur de 2015 à 2019 et depuis 2021

### Infrastructures
La salle Pasteur qui accueille le club à Nice est la plus petite salle de Proligue. Elle peut accueillir 570 spectateurs.